# Валовий суспільний продукт
Валовий суспільний продукт (ВСП) — вартість створених у суспільстві матеріальних благ, які за винятком проміжного продукту, використовують на задоволення матеріальних потреб населення, одна з форм суспільного продукту.
В колишньому СРСР валовий суспільний продукт визначався як сума валової продукції таких галузей матеріального виробництва, як промисловість, сільське господарство, будівництво, лісове господарство, вантажний транспорт, частина зв'язку з обслуговування матеріального виробництва, торгівля і громадське харчування, заготівля сільськогосподарської продукції та інше. Недоліком цього показника є те, що в ньому допускається повторний рахунок, до того ж неодноразовий. Внаслідок цього в структурі валового суспільного продукту на проміжний продукт (вироблені, використані й перенесені на новостворений продукт протягом певного часу вартість сировини, матеріалів, палива, енергії, напівфабрикатів, комплектуючих виробів, а також вартість інших товарів, послуг, спрямованих на поточне споживання) припадає до 50 %. Тому вирахування проміжного продукту з структурі валового суспільного продукту утворює категорію «чистий суспільний продукт» поряд з категорією «кінцевий суспільний продукт». Наприклад, у вартість валового суспільного продукту зараховують і вартість хліба (кінцевий продукт), і вартість борошна з якого він спечений. Крім того валовий суспільний продукт не враховує вартості створених благ у сфері нематеріального виробництва.
За вартістю валовий суспільний продукт складається з вартості перенесених засобів виробництва, або фонду заміщення, і національного доходу, або новоствореної вартості. Фонд заміщення складається з вартості заміщених основних виробничих фондів сфери матеріального виробництва, які переносять свою вартість на новостворений продукт частинами в міру зношування (або амортизації), та вартості заміщення оборотних виробничих фондів, які повністю переносяться на новостворений продукт.
Категорія «валовий суспільний продукт» в колишньому СРСР використовувалась як засіб підтвердження дії так званого закону випереджаючого зростання засобів виробництва, реалізація якого, поряд з іншими чинниками, призвела до формування витратної економіки, глибоких диспропорцій між групою «А» і групою «Б», до нехтування досвідом розвинутих країн світу у створенні раціональної економічної структури та інше.